# 대만의 지진 목록
이 문서는 대만에서 현재까지 일어났던 지진의 목록이다.

## 지진 발생 특성
대만은 환태평양 조산대에서 필리핀해판 서부 끝자락 경계에 있어 지진 활동이 자주 발생한다. 지질학자들은 대만 내에서 총 42개의 큰 활단층을 발견했으나 대만에서 발생하는 대부분의 지진은 필리핀해판과 유라시아판이 대만 동쪽에서 수렴하면서 발생한다. 실제로 대만에서 발생한 대부분의 지진은 동해안에서 발생해 인구밀도가 적어 피해는 별로 없는 반면, 섬 안이나 서해안에서 발생하는 소규모 지진은 역사적으로 더 큰 피해가 있어왔다. 대만에서 기록된 최초의 지진은 1624년 네덜란드령 포르모사의 건국 당시 발생한 지진이다. 1901년부터 2000년까지 대만에서는 총 91차례의 강진이 발생했으며 이 중 48개 지진에서 인명 피해가 발생했다. 가장 최근에 발생한 강진은 2024년 4월 발생한 2024년 화롄 지진이며, 대만에서 발생했던 사망자가 제일 많았던 지진은 1935년 신주-타이중 지진으로 3,276명이 사망, 12,053명 이상 부상자가 발생했다.
대만의 많은 현대식 건물에서는 지진의 위험성을 대비해 내진 설계 등으로 건설되었으며 타이베이 101의 경우에는 지진에 견딜 수 있을 만큼 유연하면서도 바람의 전단력에 버틸 수 있도록 견고해야 한다는 두 가지 과제를 해결해야 했다. 대만 고속철도에서는 강한 지진이 감지되면 모든 열차를 안전하게 정지시키는 자동 안전 장치가 달려 있다. 그럼에도 1906년 메이산 지진이나 1999년 921 대지진과 같이 여러 대지진에서 큰 인명피해가 다수 발생했는데 이는 부실한 건설 기준이 원인으로 지목된다. 대만에서는 중화민국 중앙기상서가 지진을 감시하고 보고를 담당한다. 대규모 지진은 미국 지질조사국(USGS)에서도 평가한다. 대만에서 지진학의 역사는 오모리 후사키치의 회사가 타이베이에 처음으로 근대식 지진계를 건설한 대만일치시기부터 시작된다.

## 지진 목록
| 날짜 (UTC+8)        | 시각 (UTC+8) | 진앙 (대만의 현재 행정구역에 따름) | 좌표                                                  | 진원 깊이 (km) | 지진 규모 (ML) | 피해 정도                                                                                   |
| ------------------- | ------------ | ---------------------------------- | ----------------------------------------------------- | -------------- | -------------- | ------------------------------------------------------------------------------------------- |
| 1720년 10월 31일    |              | 타이난 지역                        | 북위 23° 24′ 동경 120° 30′ / 북위 23.4° 동경 120.5°   | -              | ~ 6.0          | 사망자 다수 발생                                                                            |
| 1736년 1월 30일     |              | 타이난-자이 지역                   | 북위 23° 06′ 동경 120° 18′ / 북위 23.1° 동경 120.3°   | -              | ~ 7.0          | 1736년 타이난 지진. 372명이 사망, 주택 698채가 붕괴                                         |
| 1776년 12월 11일    |              | 자이 지역                          | -                                                     | -              | -              | 사망자 다수 발생                                                                            |
| 1792년 8월 9일      |              | 난터우-장화-자이 지역              | 북위 23° 52′ 동경 121° 02′ / 북위 23.86° 동경 121.04° | 12.5           | ~ 7.3          | 1792년 자이 지진. 617명이 사망, 주택 24,621채가 붕괴                                        |
| 1815년 10월 13~14일 |              | 자이 북쪽 지역                     | 북위 24° 00′ 동경 121° 42′ / 북위 24.00° 동경 121.70° | -              | ~ 7.1          | 1815년 단수이 지진. 113명이 사망, 주택 243채가 붕괴                                         |
| 1839년 6월 27일     |              | 자이 지역                          | 북위 23° 30′ 동경 120° 30′ / 북위 23.5° 동경 120.5°   | -              | ~ 6.5          | 1839년 자이 지진. 117명이 사망, 주택 7,515채가 붕괴                                         |
| 1845년 3월 4일      |              | 자이, 장화 지역                    | 북위 24° 06′ 동경 120° 42′ / 북위 24.10° 동경 120.70° | -              | ~ 6.5          | 1845년 타이중 지진. 381명이 사망, 주택 4,220채가 붕괴                                       |
| 1848년 12월 3일     |              | 윈린-장화 지역                     | 북위 24° 06′ 동경 120° 30′ / 북위 24.1° 동경 120.5°   | -              | ~ 7.0          | 1848년 장화 지진. 1,030명이 사망, 주택 13,993채가 붕괴                                      |
| 1862년 6월 7일      |              | 타이난-자이-장화 지역              | 북위 23° 12′ 동경 120° 12′ / 북위 23.2° 동경 120.2°   | -              | ~ 6.5          | 1862년 타이난 지진. 1,700명 이상 사망, 주택 8,735채 이상 붕괴                               |
| 1867년 12월 18일    |              | 지룽 외해                          | 북위 25° 18′ 동경 121° 42′ / 북위 25.3° 동경 121.7°   | -              | ~ 7.0          | 1867년 지룽 지진. 수백 명이 지진해일에 휩쓸림                                               |
| 1881년 2월 18일     |              | 타이베이 지역                      | 북위 24° 36′ 동경 120° 42′ / 북위 24.6° 동경 120.7°   | -              | ~ 6.0          | 11명이 사망, 주택 210채가 붕괴                                                              |
| 1904년 4월 24일     | 14:39        | 자이 지역                          | 북위 23° 30′ 동경 120° 18′ / 북위 23.5° 동경 120.3°   | -              | 6.1            | 3명이 사망, 주택 66채가 붕괴                                                                |
| 1904년 11월 6일     | 04:25        | 자이 일대 지역                     | 북위 23° 36′ 동경 120° 18′ / 북위 23.6° 동경 120.3°   | -              | 6.1            | 1904년 더우류 지진. 145명이 사망, 주택 661채가 붕괴                                         |
| 1906년 3월 17일     | 06:43        | 자이 민슝                          | 북위 23° 36′ 동경 120° 30′ / 북위 23.6° 동경 120.5°   | -              | 7.1            | 1906년 메이산 지진. 1,258명이 사망, 주택 6,769채가 붕괴                                     |
| 1906년 3월 26일     | 11:29        | 윈린 더우류                        | 북위 23° 42′ 동경 120° 30′ / 북위 23.7° 동경 120.5°   | -              | 5.0            | 1명이 사망, 주택 29채가 붕괴                                                                |
| 1906년 4월 7일      | 12:52        | 타이난 옌수이항                    | 북위 23° 24′ 동경 120° 24′ / 북위 23.4° 동경 120.4°   | -              | 5.3            | 1명이 사망, 주택 63채가 붕괴                                                                |
| 1906년 4월 14일     | 03:18        | 타이난 옌수이항                    | 북위 23° 24′ 동경 120° 24′ / 북위 23.4° 동경 120.4°   | 20             | 6.6            | 15명이 사망, 주택 1,794채가 붕괴                                                            |
| 1908년 1월 11일     | 11:35        | 화롄현 완룽                        | 북위 23° 42′ 동경 121° 24′ / 북위 23.7° 동경 121.4°   | -              | 7.3            | 2명이 사망, 주택 3채가 붕괴                                                                 |
| 1909년 4월 15일     | 03:54        | 타이베이 지역                      | 북위 25° 00′ 동경 121° 30′ / 북위 25.0° 동경 121.5°   | 80             | 7.3            | 9명이 사망, 주택 122채가 붕괴                                                               |
| 1910년 4월 12일     | 08:22        | 대만 동북부 외해                   | 북위 25° 54′ 동경 124° 00′ / 북위 25.9° 동경 124.0°   | 235            | 8.3            | 1910년 대만 동북부 해역 지진. 60명이 사망, 주택 13채가 붕괴                                 |
| 1916년 8월 28일     | 15:27        | 줘수이강 상류                      | 북위 24° 00′ 동경 121° 00′ / 북위 24.0° 동경 121.0°   | -              | 6.8            | 1916-1917년 타이난 군발지진의 일부이다. 16명이 사망, 주택 614채가 붕괴                      |
| 1916년 11월 15일    | 06:31        | 타이중 동남부 지역                 | 북위 24° 06′ 동경 120° 54′ / 북위 24.1° 동경 120.9°   | -              | 6.2            | 1916-1917년 타이난 군발지진의 일부이다. 1명이 사망, 주택 97채가 붕괴                        |
| 1917년 1월 5일      | 00:55        | 난터우 푸리                        | 북위 24° 00′ 동경 121° 00′ / 북위 24.0° 동경 121.0°   | -              | 6.2            | 1916-1917년 타이난 군발지진의 일부이다. 54명이 사망, 주택 130채가 붕괴                      |
| 1917년 1월 7일      | 02:08        | 난터우 푸리                        | 북위 23° 54′ 동경 120° 54′ / 북위 23.9° 동경 120.9°   | -              | 5.5            | 1916-1917년 타이난 군발지진의 일부이다. 주택 187채가 붕괴                                   |
| 1920년 6월 5일      | 12:21        | 화롄 근해                          | 북위 23° 42′ 동경 122° 00′ / 북위 23.7° 동경 122.0°   | 20             | 8.3            | 1920년 화롄 지진. 5명이 사망, 주택 273채가 붕괴                                             |
| 1922년 9월 2일      | 03:16        | 쑤아오 근해                        | 북위 24° 30′ 동경 122° 12′ / 북위 24.5° 동경 122.2°   | -              | 7.6            | 5명이 사망, 주택 14채가 붕괴                                                                |
| 1922년 10월 15일    | 07:47        | 쑤아오 근해                        | 북위 24° 36′ 동경 122° 18′ / 북위 24.6° 동경 122.3°   | -              | 5.9            | 6명이 사망                                                                                  |
| 1922년 12월 2일     | 11:46        | 쑤아오 근해                        | 북위 24° 36′ 동경 122° 00′ / 북위 24.6° 동경 122.0°   | -              | 6.0            | 1명이 사망, 주택 1채가 붕괴                                                                 |
| 1927년 8월 25일     | 02:09        | 타이난 신잉                        | 북위 23° 18′ 동경 120° 18′ / 북위 23.3° 동경 120.3°   | -              | 6.5            | 11명이 사망, 주택 214채가 붕괴                                                              |
| 1930년 12월 8일     | 16:01        | 타이난 신잉                        | 북위 23° 18′ 동경 120° 24′ / 북위 23.3° 동경 120.4°   | -              | 6.1            | 4명이 사망, 주택 49채가 붕괴                                                                |
| 1933년 5월 4일      | 07:30        | 화롄 지역                          | 북위 24° 12′ 동경 121° 30′ / 북위 24.2° 동경 121.5°   | -              | -              | 1명이 사망                                                                                  |
| 1935년 4월 21일     | 06:02        | 먀오리현 관다오산                  | 북위 24° 24′ 동경 120° 48′ / 북위 24.4° 동경 120.8°   | 5              | 7.1            | 1935년 신주-타이중 지진. 3,276명이 사망, 주택 17,907채가 붕괴                               |
| 1935년 7월 17일     | 00:19        | 허우룽강 하구                      | 북위 24° 36′ 동경 120° 42′ / 북위 24.6° 동경 120.7°   | 30             | 6.2            | 44명이 사망, 주택 1,734채가 붕괴                                                            |
| 1939년 11월 7일     | 11:53        | 먀오리현 줘란                      | 북위 24° 24′ 동경 120° 48′ / 북위 24.4° 동경 120.8°   | 10             | 5.8            | 주택 4채가 붕괴                                                                             |
| 1941년 12월 17일    | 03:19        | 자이 중푸                          | 북위 23° 24′ 동경 120° 30′ / 북위 23.4° 동경 120.5°   | 12             | 7.1            | 1941년 중푸 지진. 360명이 사망, 주택 4,520채가 붕괴                                         |
| 1943년 10월 23일    | 00:01        | 화롄 지역                          | 북위 23° 48′ 동경 121° 30′ / 북위 23.8° 동경 121.5°   | 5              | 6.2            | 1명이 사망, 주택 1채가 붕괴                                                                 |
| 1943년 12월 2일     | 13:09        | 뤼다오섬 남쪽 근해                 | 북위 22° 30′ 동경 121° 30′ / 북위 22.5° 동경 121.5°   | 40             | 6.1            | 3명이 사망, 주택 139채가 붕괴                                                               |
| 1946년 12월 5일     | 06:47        | 타이난 신화                        | 북위 23° 06′ 동경 120° 18′ / 북위 23.1° 동경 120.3°   | 5              | 6.1            | 1946년 신화 지진. 74명이 사망, 주택 1,954채가 붕괴                                          |
| 1951년 10월 22일    | 05:34        | 화롄 지역                          | 북위 23° 54′ 동경 121° 42′ / 북위 23.9° 동경 121.7°   | 4              | 7.3            | 1951년 대만 동지구대 지진의 일부이다. 68명이 사망                                           |
| 1951년 10월 22일    | 11:29        | 화롄 지역                          | 북위 24° 06′ 동경 121° 42′ / 북위 24.1° 동경 121.7°   | 1              | 7.1            | 1951년 대만 동지구대 지진의 일부이다. 68명이 사망                                           |
| 1951년 10월 22일    | 13:43        | 화롄 지역                          | 북위 23° 54′ 동경 122° 00′ / 북위 23.9° 동경 122.0°   | 18             | 7.1            | 1951년 대만 동지구대 지진의 일부이다. 68명이 사망                                           |
| 1951년 11월 25일    | 02:47        | 타이둥 지역                        | 북위 23° 06′ 동경 121° 12′ / 북위 23.1° 동경 121.2°   | 16             | 6.1            | 1951년 대만 동지구대 지진의 일부이다. 17명이 사망, 주택 1,016채가 붕괴                      |
| 1951년 11월 25일    | 02:50        | 타이둥 지역                        | 북위 23° 12′ 동경 121° 24′ / 북위 23.2° 동경 121.4°   | 36             | 7.3            | 1951년 대만 동지구대 지진의 일부이다. 17명이 사망, 주택 1,016채가 붕괴                      |
| 1955년 4월 4일      | 19:11        | 핑둥현 헝춘                        | 북위 21° 48′ 동경 120° 54′ / 북위 21.8° 동경 120.9°   | 5              | 6.8            | 주택 22채가 붕괴                                                                            |
| 1957년 2월 24일     | 04:26        | 화롄 지역                          | 북위 23° 48′ 동경 121° 48′ / 북위 23.8° 동경 121.8°   | 30             | 7.3            | 1957년 2월 화롄 지진. 11명이 사망, 주택 44채가 붕괴                                         |
| 1957년 10월 20일    | 02:28        | 화롄 지역                          | 북위 23° 42′ 동경 121° 30′ / 북위 23.7° 동경 121.5°   | 10             | 6.6            | 4명이 사망                                                                                  |
| 1959년 4월 27일     | 04:41        | 요나구니섬                         | 북위 24° 06′ 동경 123° 00′ / 북위 24.1° 동경 123.0°   | 150            | 7.7            | 1명이 사망, 주택 9채가 붕괴                                                                 |
| 1959년 8월 15일     | 16:57        | 핑둥 헝춘                          | 북위 21° 42′ 동경 121° 18′ / 북위 21.7° 동경 121.3°   | 20             | 7.1            | 1959년 헝춘 지진. 16명이 사망, 주택 1,214채가 붕괴                                          |
| 1963년 2월 13일     | 16:50        | 이란 지역                          | 북위 24° 24′ 동경 122° 06′ / 북위 24.4° 동경 122.1°   | 47             | 7.3            | 1963년 쑤아오 지진. 3명이 사망, 주택 6채가 붕괴                                             |
| 1963년 3월 4일      | 21:38        | 이란 지역                          | 북위 24° 36′ 동경 121° 06′ / 북위 24.6° 동경 121.1°   | 5              | 6.4            | 1명이 사망                                                                                  |
| 1964년 1월 18일     | 20:04        | 자이-타이난 지역                   | 북위 23° 12′ 동경 120° 36′ / 북위 23.2° 동경 120.6°   | 18             | 6.3            | 1964년 바이허 지진. 106명이 사망, 주택 10,924채가 붕괴                                      |
| 1965년 5월 18일     | 01:19        | 타이둥 다우                        | 북위 22° 30′ 동경 120° 48′ / 북위 22.5° 동경 120.8°   | 21             | 6.5            | 주택 21채가 붕괴, 펑후와 타이둥에서 땅이 울리는 소리가 들렸다.                              |
| 1966년 3월 13일     | 00:31        | 화롄 외해                          | 북위 24° 12′ 동경 122° 42′ / 북위 24.2° 동경 122.7°   | 42             | 7.8            | 1966년 화롄 지진. 4명이 사망, 주택 24채가 붕괴                                              |
| 1967년 10월 25일    | 08:59        | 이란 지역                          | 북위 24° 24′ 동경 122° 06′ / 북위 24.4° 동경 122.1°   | 20             | 6.1            | 2명이 사망, 주택 21채가 붕괴                                                                |
| 1972년 1월 25일     | 10:07        | 타이둥 외해                        | 북위 22° 30′ 동경 122° 18′ / 북위 22.5° 동경 122.3°   | 33             | 7.3            | 1명이 사망, 주택 5채가 붕괴                                                                 |
| 1972년 4월 24일     | 17:57        | 화롄 지역                          | 북위 23° 30′ 동경 121° 24′ / 북위 23.5° 동경 121.4°   | 15             | 6.9            | 1972년 루이수이 지진. 5명이 사망, 주택 50채가 붕괴                                          |
| 1978년 12월 23일    | 19:23        | 타이둥 외헤                        | 북위 23° 18′ 동경 122° 06′ / 북위 23.3° 동경 122.1°   | 4              | 6.8            | 2명이 사망                                                                                  |
| 1982년 1월 23일     | 22:11        | 화롄 지역                          | 북위 24° 00′ 동경 121° 36′ / 북위 24.0° 동경 121.6°   | 3              | 6.5            | 1명이 사망                                                                                  |
| 1986년 11월 15일    | 05:20        | 화롄 외헤                          | 북위 24° 00′ 동경 121° 48′ / 북위 24.0° 동경 121.8°   | 15             | 6.8            | 1986년 화롄 지진. 15명이 사망, 주택 37채가 붕괴                                             |
| 1990년 12월 13일    | 11:01        | 화롄 지역                          | 북위 23° 54′ 동경 121° 30′ / 북위 23.9° 동경 121.5°   | 3              | 6.5            | 2명이 사망, 주택 3채가 붕괴                                                                 |
| 1993년 12월 16일    | 05:49        | 자이 지역                          | 북위 23° 12′ 동경 120° 30′ / 북위 23.2° 동경 120.5°   | 12.5           | 5.7            |                                                                                             |
| 1994년 6월 5일      | 09:09        | 이란 지역                          | 북위 24° 24′ 동경 121° 48′ / 북위 24.4° 동경 121.8°   | 5.3            | 6.5            | 1994년 대만 해협 지진. 1명이 사망, 주택 1채가 붕괴                                          |
| 1995년 2월 23일     | 13:19        | 화롄 지역                          | 북위 24° 12′ 동경 121° 41′ / 북위 24.2° 동경 121.69°  | 21.7           | 5.8            | 2명이 사망                                                                                  |
| 1995년 6월 25일     | 14:59        | 이란 지역                          | 북위 24° 37′ 동경 121° 40′ / 북위 24.61° 동경 121.67° | 39.9           | 6.5            | 1995년 뉴더우 지진. 1명이 사망, 주택 6채가 붕괴                                             |
| 1998년 7월 17일     | 12:51        | 자이 지역                          | 북위 23° 30′ 동경 120° 40′ / 북위 23.5° 동경 120.66°  | 2.8            | 6.2            | 1998년 루이리 지진. 5명이 사망, 주택 18채가 붕괴                                            |
| 1999년 9월 21일     | 01:47        | 난터우 지역                        | 북위 23° 51′ 동경 120° 49′ / 북위 23.85° 동경 120.82° | 8.0            | 7.3            | 921 대지진(지지 대지진). 2,415명이 사망, 11,305명이 부상, 29명이 실종, 주택 51,711채가 붕괴 |
| 1999년 10월 22일    | 10:19        | 자이시 지역                        | 북위 23° 31′ 동경 120° 25′ / 북위 23.52° 동경 120.42° | 16.6           | 6.4            | 1999년 자이 지진. 230명이 부상, 주택 7채가 붕괴                                             |
| 2000년 5월 17일     | 11:25        | 타이중 더지                        | 북위 24° 11′ 동경 121° 06′ / 북위 24.19° 동경 121.1°  | 9.7            | 5.6            | 3명이 사망                                                                                  |
| 2000년 6월 11일     | 02:23        | 난터우 지역                        | 북위 23° 54′ 동경 121° 07′ / 북위 23.9° 동경 121.11°  | 16.2           | 6.7            | 2명이 사망                                                                                  |
| 2002년 3월 31일     | 14:52        | 화롄 외해                          | 북위 24° 08′ 동경 122° 11′ / 북위 24.14° 동경 122.19° | 13.8           | 6.8            | 331 대지진. 7명이 사망, 건설 중이던 타이베이 101 타워크레인의 봄베가 붕괴                   |
| 2002년 5월 15일     | 11:46        | 이란 쑤아오                        | 북위 24° 39′ 동경 121° 52′ / 북위 24.65° 동경 121.87° | 8.5            | 6.2            | 331 대지진의 여진이다. 1명이 사망                                                           |
| 2003년 12월 10일    | 12:38        | 타이둥 청궁                        | 북위 23° 04′ 동경 121° 24′ / 북위 23.07° 동경 121.4°  | 17.7           | 6.4            | 2003년 타이둥 청궁 지진.                                                                    |
| 2004년 5월 1일      | 15:16        | 화롄 지역                          | 북위 24° 05′ 동경 121° 32′ / 북위 24.08° 동경 121.53° | 21.6           | 5.3            | 2명이 사망, 중횡공로에 낙석 발생                                                            |
| 2006년 4월 1일      | 18:02        | 타이둥 지역                        | 북위 22° 53′ 동경 121° 05′ / 북위 22.88° 동경 121.08° | 7.2            | 6.2            | 주택 14채가 붕괴                                                                            |
| 2006년 12월 26일    | 20:26        | 핑둥 헝춘 외해                     | 북위 21° 41′ 동경 120° 34′ / 북위 21.69° 동경 120.56° | 44.1           | 7.0            | 2006년 헝춘 지진. 2명이 사망, 42명이 부상, 주택 3채가 붕괴                                  |
| 2006년 12월 26일    | 20:34        | 핑둥 헝춘 외해                     | 북위 21° 58′ 동경 120° 25′ / 북위 21.97° 동경 120.42° | 50.2           | 7.0            | 2006년 헝춘 지진. 2명이 사망, 42명이 부상, 주택 3채가 붕괴                                  |
| 2009년 11월 5일     | 17:32        | 난터우 지역                        | 북위 23° 47′ 동경 120° 43′ / 북위 23.79° 동경 120.72° | 24.1           | 6.2            | 2009년 난터우 지진. 1명이 부상                                                              |
| 2009년 12월 19일    | 21:02        | 화롄 외해                          | 북위 23° 47′ 동경 121° 40′ / 북위 23.79° 동경 121.66° | 43.8           | 6.9            | 2009년 화롄 지진. 17명이 부상, 주택 다수가 피해                                             |
| 2010년 3월 4일      | 08:18        | 가오슝 마오린                      | 북위 22° 58′ 동경 120° 43′ / 북위 22.97° 동경 120.71° | 22.6           | 6.4            | 2010년 가오슝 지진(자셴 지진). 96명이 부상, 54만 가구 정전 피해                             |
| 2012년 2월 26일     | 10:35        | 핑둥 우타이                        | 북위 22° 45′ 동경 120° 45′ / 북위 22.75° 동경 120.75° | 26.3           | 6.4            | 2012년 우타이 지진.                                                                         |
| 2013년 3월 27일     | 10:03        | 난터우 런아이                      | 북위 23° 54′ 동경 121° 03′ / 북위 23.90° 동경 121.05° | 19.4           | 6.2            | 2013년 3월 난터우 지진. 1명이 사망, 97명이 부상                                             |
| 2013년 6월 2일      | 13:43        | 난터우 위츠                        | 북위 23° 52′ 동경 120° 58′ / 북위 23.86° 동경 120.97° | 14.5           | 6.5            | 2013년 6월 난터우 지진 5명이 사망, 18명이 부상                                              |
| 2013년 10월 31일    | 20:02        | 화롄 완룽                          | 북위 23° 34′ 동경 121° 21′ / 북위 23.57° 동경 121.35° | 15.0           | 6.4            | 2013년 화롄 지진. 1명이 부상                                                                |
| 2015년 2월 14일     | 04:06        | 대만 동부 해역                     | 북위 22° 40′ 동경 121° 24′ / 북위 22.66° 동경 121.4°  | 27.8           | 6.3            | 2015년 타이둥 지진.                                                                         |
| 2015년 4월 20일     | 09:42        | 화롄 외해                          | 북위 24° 01′ 동경 122° 26′ / 북위 24.02° 동경 122.44° | 30.6           | 6.4            | 2015년 화롄 지진. 1명이 사망, 1명이 부상                                                    |
| 2016년 2월 6일      | 03:57        | 가오슝 메이눙                      | 북위 22° 55′ 동경 120° 32′ / 북위 22.92° 동경 120.54° | 14.6           | 6.6            | 2016년 가오슝 지진. 117명이 사망, 551명이 부상                                              |
| 2016년 5월 31일     | 13:23        | 대만 동북부 외해                   | 북위 25° 29′ 동경 122° 41′ / 북위 25.49° 동경 122.68° | 256.9          | 6.9            | 2016년 대만 동북부 해역 지진.                                                               |
| 2016년 10월 6일     | 23:52        | 대만 동부 외해                     | 북위 22° 38′ 동경 121° 20′ / 북위 22.63° 동경 121.34° | 23.7           | 6.2            | 2016년 10월 타이둥 지진.                                                                    |
| 2017년 2월 11일     | 01:12        | 가오슝 근해                        | 북위 22° 52′ 동경 120° 08′ / 북위 22.87° 동경 120.14° | 16.2           | 5.7            | 2017년 타이난 지진. 4명이 부상                                                              |
| 2018년 2월 6일      | 23:50        | 대만 동부 근해                     | 북위 24° 06′ 동경 121° 44′ / 북위 24.10° 동경 121.73° | 6.3            | 6.2            | 2018년 화롄 지진. 17명이 사망, 291명이 부상                                                 |
| 2019년 4월 18일     | 13:01        | 화롄 슈린                          | 북위 24° 04′ 동경 121° 32′ / 북위 24.06° 동경 121.54° | 18.8           | 6.3            | 2019년 화롄 지진. 1명이 사망, 16명이 부상, 1,345가구 정전, 137가구 단수                     |
| 2019년 8월 8일      | 05:28        | 이란 외해                          | 북위 24° 26′ 동경 121° 55′ / 북위 24.43° 동경 121.91° | 22.5           | 6.2            | 2019년 이란 지진. 1명이 사망, 10,675가구 정전                                               |
| 2020년 12월 10일    | 21:19        | 이란 외해                          | 북위 24° 44′ 동경 122° 02′ / 북위 24.74° 동경 122.03° | 76.8           | 6.7            | 2020년 2월 이란 지진.                                                                       |
| 2021년 4월 18일     | 22:14        | 화롄 서우펑                        | 북위 23° 52′ 동경 121° 29′ / 북위 23.86° 동경 121.48° | 13.9           | 6.2            | 2021년 화롄 지진.                                                                           |
| 2021년 10월 24일    | 13:11        | 이란 난아오                        | 북위 24° 32′ 동경 121° 47′ / 북위 24.53° 동경 121.78° | 65.6           | 6.5            |                                                                                             |
| 2022년 1월 3일      | 17:46        | 대만 동부 해역                     | 북위 24° 01′ 동경 122° 11′ / 북위 24.02° 동경 122.18° | 19.4           | 6.0            | 1,000가구 이상 정전                                                                         |
| 2022년 3월 23일     | 01:41        | 화롄 외해                          | 북위 23° 26′ 동경 121° 31′ / 북위 23.43° 동경 121.52° | 30.6           | 6.7            | 2022년 화롄 지진. 1명이 부상, 일부 지역에 정전 발생                                         |
| 2022년 9월 17일     | 21:41        | 타이둥 관산                        | 북위 23° 05′ 동경 121° 16′ / 북위 23.08° 동경 121.26° | 7.3            | 6.6            | 2022년 타이둥 지진의 1차 지진이다.                                                          |
| 2022년 9월 18일     | 14:44        | 타이둥 츠상                        | 북위 23° 08′ 동경 121° 12′ / 북위 23.14° 동경 121.2°  | 7              | 6.8            | 2022년 타이둥 지진의 2차 지진이다. 1명이 사망, 146명이 부상                                 |
| 2024년 4월 3일      | 07:58        | 대만 동부 해역                     | 북위 23° 46′ 동경 121° 40′ / 북위 23.77° 동경 121.67° | 15.5           | 7.2            | 2024년 화롄 지진. 18명이 사망, 1,155명이 부상                                               |
| 2025년 1월 21일     | 00:21        | 자이현 다퉁                        | 북위 23° 14′ 동경 120° 34′ / 북위 23.23° 동경 120.57° | 9.7            | 6.4            | 2025년 자이 지진. 최소 50명이 부상.                                                         |

- 출처: 中央氣象局「地震百問」Q69：臺灣之災害性地震的災害情形如何？ 보관됨 2019-05-02 - 웨이백 머신

## 규모 순 순위 목록
| 순위 | 날짜            | 진앙             | 규모 | 진원 깊이 |
| ---- | --------------- | ---------------- | ---- | --------- |
| 1    | 1910년 4월 12일 | 대만 동북부 외해 | 8.3  | 200km     |
| 1    | 1920년 6월 5일  | 화롄 근해        | 8.3  | 20km      |
| 2    | 1966년 3월 13일 | 화롄 외해        | 7.8  | 42km      |
| 3    | 1959년 4월 27일 | 이란 근해        | 7.7  | 150km     |
| 4    | 1922년 9월 2일  | 쑤아오 근해      | 7.6  | 20km      |

## 같이 보기
- 지진 목록
- 대만의 지리
- 대만의 지질